# كورنيليوس جاي مكوي
كورنيليوس جاي مكوي (بالإنجليزية: Cornelius J. McCoy)‏ هو كاهن كاثوليكي أمريكي، ولد في 1816، وتوفي في 1897.